# Nigers riksvapen
Nigers riksvapen tillkom 1962 och där ser man solen, omgiven av ett buffelhuvud och hirsplantor som symbol för landets jordbruk och boskapsskötsel. Spjutet och de korsade tuaregsvärden anspelar på folkets militära tapperhet i det mäktiga rike som före kolonisation fanns i detta området.